# 布爾加斯半島

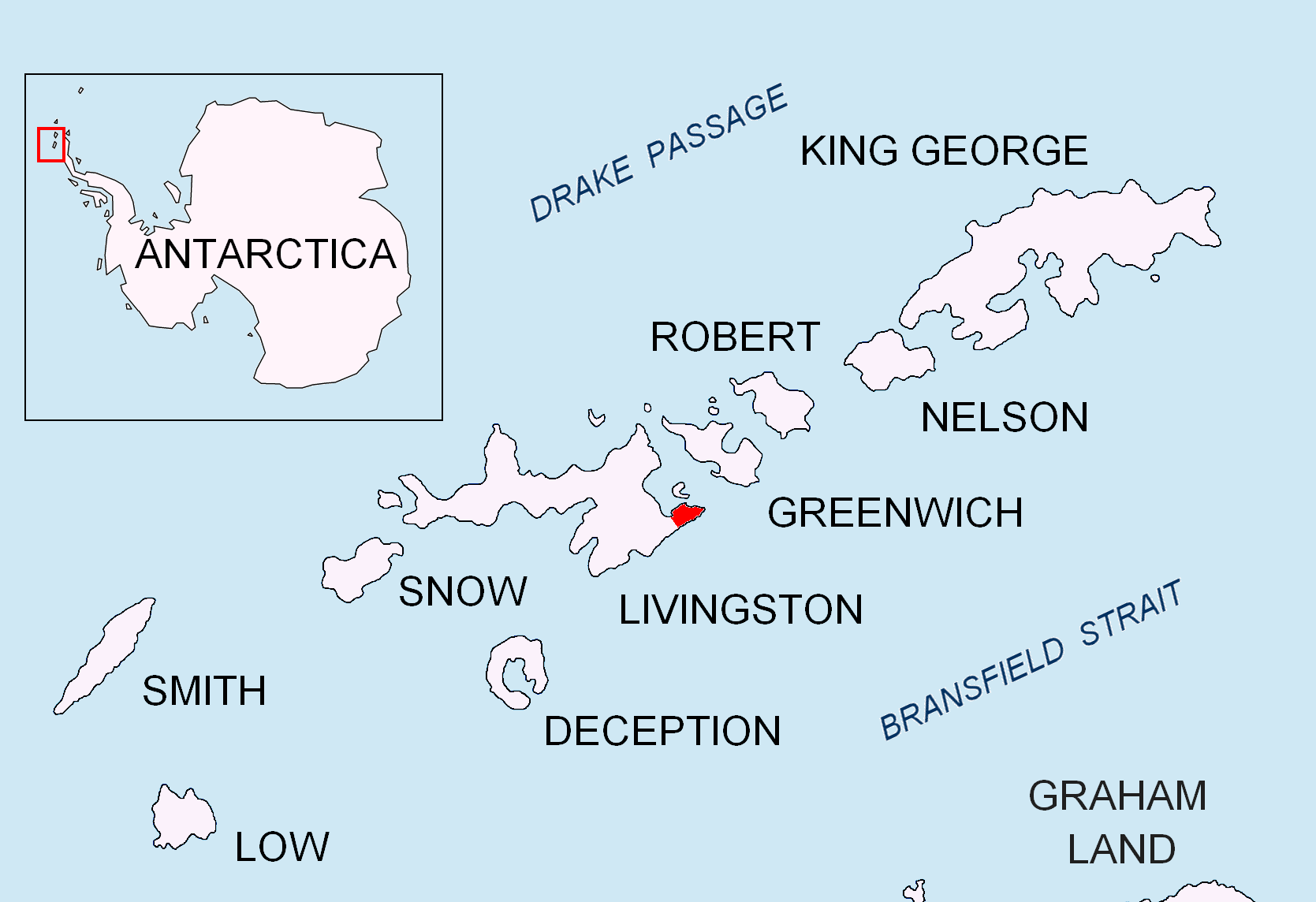

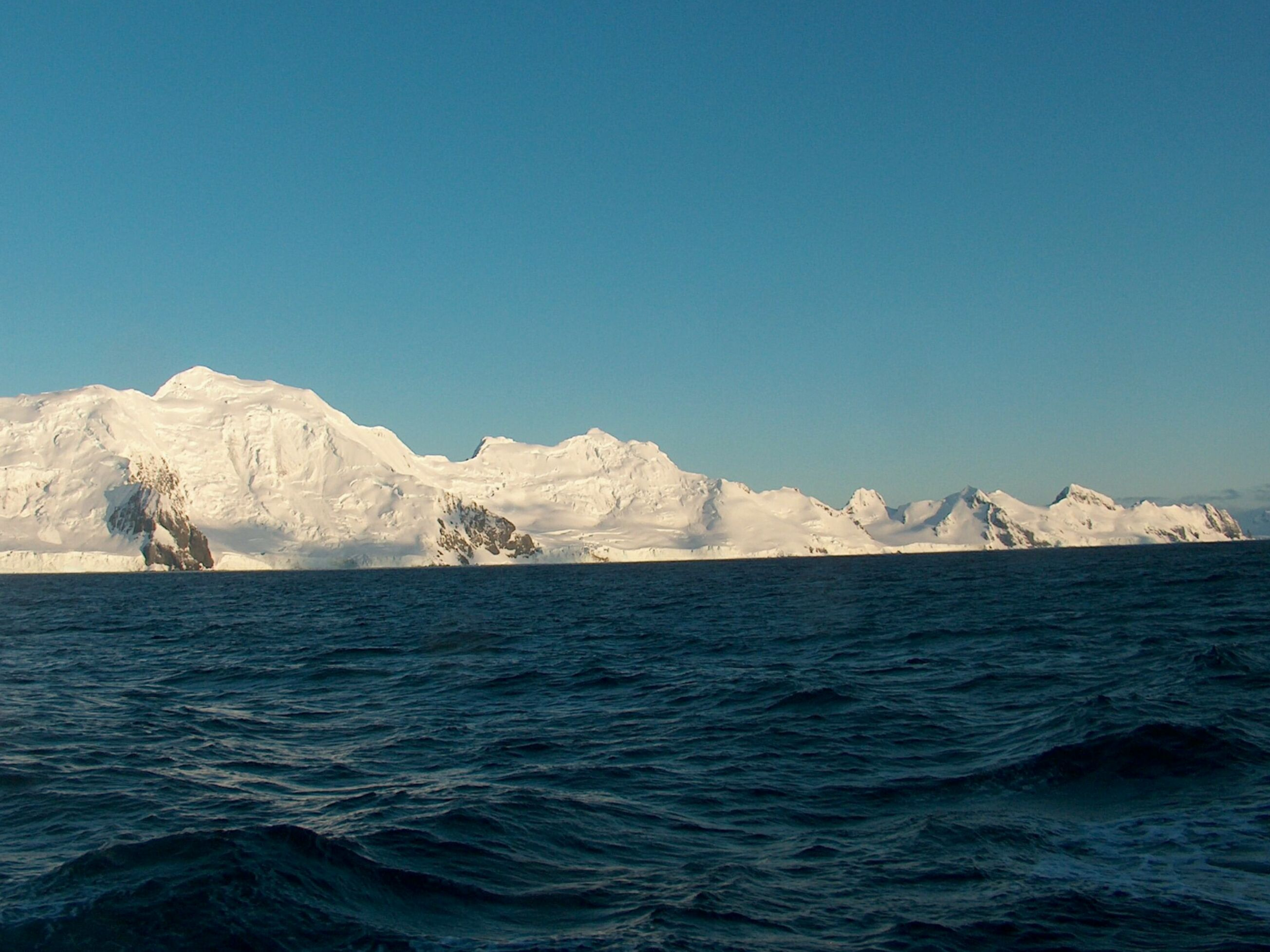

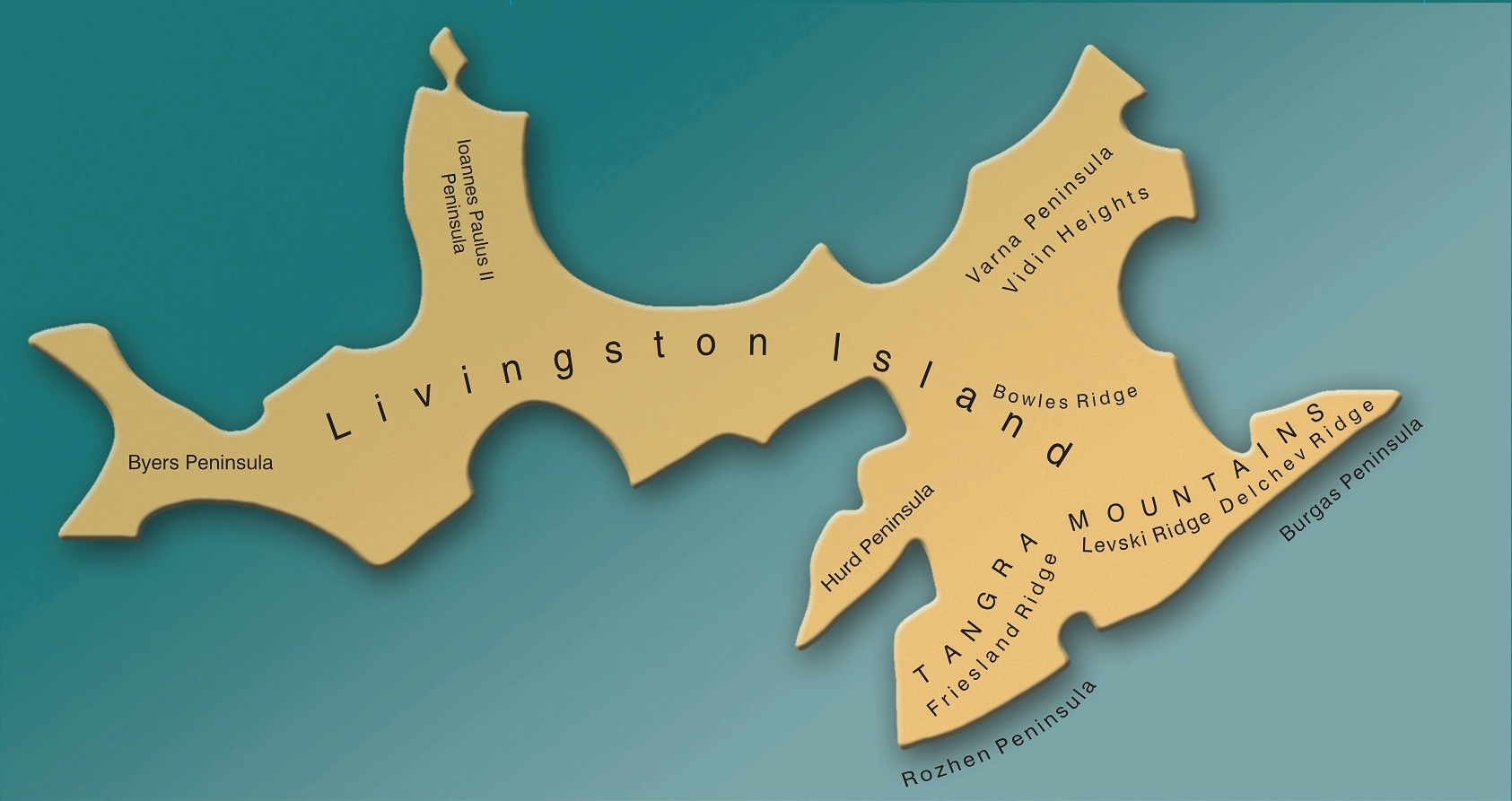

布爾加斯半島是南極洲的半島，位於南設得蘭群島中利文斯頓島的東端，長10公里、寬4.7公里，該半島以保加利亞城市布爾加斯命名。

## 外部連結
- SCAR Composite Antarctic Gazetteer（页面存档备份，存于）.